# Midway City
Midway City es una de las muchas ciudades ficticias del universo de DC Comics. 
Midway siempre pareció ser una ciudad del medio oeste, probablemente inspirada en la Chicago (Illinois) del mundo real: si no es Chicago es porque Chicago también existe en el Universo DC. En una columna llamada "Ask the Answer Man" (Pregúntale al Hombre de las Respuestas), publicada en Detective Comics n. 470 en junio de 1977, Bob Rozakis afirmó que Midway City quedaba en Míchigan, cerca de Sault Ste. Marie. Desde entonces, esta afirmación ha sido confirmada en publicaciones tanto oficiales como bajo licencia.
Midway City es famosa por haber vivido en ella la pareja de superhéroes Hombre y Chica Halcón (Hawkman y Hawkgirl). El Hombre Halcón (Carter Hall) trabajaba como curador del Museo de Midway City pero actualmente reside en St. Roch (Luisiana).
Una de las muchas encarnaciones del equipo de superhéroes Patrulla Condenada pasó mucho tiempo trabajando en Midway City.